# Marcus Lemonis
Marcus Anthoni Lemonis (Beirute, 16 de novembro de 1973) é um empresário, inventor, filantropo e apresentador de televisão americano de origem síria e libanesa que comanda mais de 7 mil funcionários nos Estados Unidos. Ele é atualmente o presidente e CEO da Camping World e da Good Sam Enterprises, e o apresentador do reality show The Profit (O Sócio, no Brasil; Sócio Majoritário, em Portugal), transmitido em vários países pelo canal History, e no Brasil pela Band, no qual ele salva pequenas empresas ou de médio porte, geralmente com grande potencial de negócios mas que se encontram com algum problema.

## Biografia
Lemonis nasceu em Beirute, no Líbano, durante o caos da Guerra Civil e invasões estrangeiras. Foi adotado durante a sua infância por Leo e Sophia Lemonis, um casal grego que vive em Miami. Lemonis foi exposto à indústria automobilística durante toda a sua formação, pois seu avô possuía duas das maiores concessionárias Chevrolet nos Estados Unidos e Lee Iacocca era um amigo da família e mais tarde um mentor para Marcus. Lemonis recebeu um diploma de bacharel em Ciência Política pela  Universidade Marquette em 1995 e concorreu pelo Partido Democrata a um assento na câmara dos deputados da Flórida logo após sua formatura. Não sendo eleito, focou a sua carreira na indústria da produção e comércio de automóveis.

## Carreira profissional
A partir de 1997, Lemonis realizou várias vendas e papéis gerenciais para a AutoNation. De junho de 2001 a fevereiro de 2003, ele atuou como CEO da empresa Holiday RV Superstores Inc. Depois disso, foi co-fundador da empresa chamada FreedomRoads e começou a adquirir a RV Dealerships. Em 2006, a empresa fundiu-se com a Camping World tendo Lemonis como CEO, em seguida, em 2011, fundiu-se agora com a Good Sam Enterprises, Lemonis novamente ficou no comando. Lemonis atribuiu o sucesso de Camping World e Good Sam Enterprises para os três P de: Pessoas, Processo e Produto. 
Como o CEO de Camping World, Lemonis uniu-se com a NASCAR pela primeira vez em 2004, quando a empresa patrocinou o piloto John Andretti. Em 2007, Lemonis e Camping World anunciaram que estavam assumindo o patrocínio da NASCAR East Series da cerveja Busch nas temporadas dos anos de 2008-09, chamando-a de NASCAR Camping World Series. Mais tarde, naquele mesmo ano eles também anunciaram o patrocínio do então Craftsman Truck Series, mudando o nome para NASCAR Camping World Truck Series, tornando a empresa uma das três principais patrocinadores do esporte. Em 2014, Lemonis uniu-se com a NASCAR para renovar o patrocínio do Camping World Truck Series até 2022. 
Além da Camping World e Good Sam Enterprises, Lemonis é um empreendedor que tem ajudado várias empresas em dificuldades em um momento de necessidade. A Rose’s Bakery & Wheat Free Café estava prestes a fechar suas portas na véspera do Natal de 2012, quando Lemonis entrou em cena com um investimento que permitiria que a padaria permanecesse aberta. Ele fez um cheque inicial de US$ 200.000 para se tornar o acionista com maioria de capital da empresa com o compromisso de US$ 150.000 em investimentos adicionais ao longo dos próximos 18 meses. Sob sua direção, ele não só conseguiu salvar a padaria existente em Março de 2014, como também abriu uma filial em Highland Park, Illinois. Lemonis adicionou várias outras empresas, incluindo as de Rose's e algumas outras empresas como: Amazing Grapes, Betty Lou's, Crumbs Bake Shop, Dapper Classics, E-Net IT Group, Key West Key Lime Pie Co., Little Miss Baker, Tonnie’s Minis, Mr. Green Tea, ProFit Protein Bars, Sweet Pete’s and Wicked Good Cupcakes à sua marca Marcus Lemonis Enterprises LLC. Ele também expandiu o seu portfólio na indústria automóvel com duas empresas a partir do episódio de O Sócio: 1-800-Car-Cash, um serviço de compra de automóveis, e AutoMatch USA, que é especializado em automóveis e acessórios com marca própria para cada estilo de vida e orçamento .
Em 2007, a RV Business Magazine nomeou Lemonis "Repórter do Ano" por ter "mais impacto sobre a indústria do que qualquer indivíduo único ou empresa na memória recente como um agente de mudança e consolidação do varejo". Crain’s Chicago Business (Jornal semanal de negócios em Chicago) o destacou em sua edição do "40 abaixo de 40" de 2005; e, em 2008, Ernst & Young o nomeou como "Empreendedor do Ano".
Os esforços filantrópicos de Lemonis incluíram o apoio para o Joffrey Ballet, Hospital Infantil de Pesquisa de St. Jude, Ravinia Festival, Parque Zoológico Lincoln, RV / MH Hall da Fama, Centro de Abuso Sexual Zacharias, e como passatempo no reality show Secret Millionaire, ele contribuiu com o seu tempo e dinheiro para Vozes Nacionais para a Igualdade, Educação e do Iluminismo, ew Journey's Transitional Home and Neat Stuff.
Sob sua direção, Camping World e Good Sam lançaram o "Projeto Bom Samaritano", como parte de seu objetivo de 2013 para promover a responsabilidade corporativa, que exige que a equipe de cerca de 7.000 funcionários como voluntários 32 horas por ano (oito por trimestre) a causas que são significativas a eles.

## Televisão
Lemonis foi destaque em dois episódios do Celebrity Apprentice, da NBC, em desafios relacionados à comercialização de hospedagens. No 3º episódio de Celebrity Apprentice 4 (ou The Apprentice 11), em 2011, ele deu a cada equipe dois estabelecimentos da Camping World RVs e desafiou-os a organizar uma "experiência" no centro de Manhattan. No 11º episódio de Celebrity Apprentice 5 (ou The Apprentice 12), em 2012, Lemonis desafiou os participantes a escreverem um jingle de 90 segundos para o programa de Assistência de viagem da Good Sam Club.
Em 2012, Lemonis participou de um episódio do reality show Secret Millionaire, da ABC, voltando disfarçado para sua cidade natal Miami a fim de ajudar instituições de caridade locais.

### O Sócio (2013-presente)
Em 2013, Lemonis se tornou apresentador do reality show The Profit (no Brasil, O Sócio). Ele coloca seu próprio dinheiro em jogo para salvar o negócio e tornar-se. O programa é exibido no Brasil pelo canal History e pela Rede Bandeirantes. Em Portugal, o programa é chamado Sócio Maioritário, e é transmitido no cabo na SIC Radical.
No programa, Lemonis fala sobre os seus 3 P's (Pessoas, Processo e Produto) e sobre os negócios que foram "mal-sucedidos" e as implicações que ele teve de arcar. Casos de falta de ética e dados contábeis/financeiros omitidos são os mais relevantes.
Um fator crucial é a crença no "P" de pessoas e do modo como ele atua chegando certas vezes a dizer o que nunca se disse profissionalmente e pessoalmente para pessoas e seus cargos; os Feedbacks transparentes e contínuos durante o processo que ocorre o programa são como curtas inserções de coach que nos dão uma visão exata dos gaps e oportunidades a saber de cada linha de análise seja ela do ponto de vista profissional ou comportamental.
Outra característica notável é o raciocínio voltado para execução e extrema - extrema mesmo, necessidade de fazer um processo funcionar com eficácia e eficiências sem precisar ser um especialista do ramo ao qual está submetendo seu Capital de giro ou Investimento. O que é interpretado as vezes por seus sócios como arrogância por deter este mesmo dinheiro; quando na verdade depois se percebe que a má gestão e a miopia são os maiores problemas dos empreendedores de uma maneira geral.

### The Partner (2017)
Em 2017, Marcus Lemonis estrelou um segundo programa na CNBC, The Partner, no qual busca um gerente de negócios para ajudá-lo a cuidar das empresas que ele amealhou em O Sócio.